# سونگ یو بین
سونگ یو بین (انگلیسی: Sung Yoo-bin؛ زادهٔ ۲۵ ژوئیهٔ ۲۰۰۰) بازیگر اهل کره جنوبی است. وی از سال ۲۰۱۱ میلادی تاکنون مشغول فعالیت بوده‌است.